# Gib Gibon Skład
Gib Gibon Skład – polska grupa muzyczna wykonująca hip-hop. Powstała około 2001 roku w Warszawie jako koncertowy skład Jacka "Tedego" Granieckiego. W skład zespołu poza Granieckim wchodzili Tomasz "Borixon/Borys" Borycki, Michał "Numer Raz" Witak, Maciej "WSZ" Gnatowski, Jeff Wojciechowski oraz Tomasz "CNE" Kleyff.
Popularność grupa zyskała za sprawą pojedynku freestyle’owego podczas Bitwy o Płock wraz z formacją Obrońcy Tytułu, której przewodził Leszek "Eldo" Kaźmierczak. Wydarzenie, którego kanwą był beef pomiędzy Granieckim a Kaźmierczakiem uznawane jest za jedno z najważniejszych w historii polskiego hip-hopu. Jego zwycięzcą był Tede. W 2002 roku nakładem wytwórni muzycznej R.R.X. ukazał się minialbum pt. Lirycznie... (Dupoliz)/Nienawidzisz mnie, to fajnie/Kręć dupą, potocznie tytułowany Gib Gibon Skład, faktycznie jednak wydawnictwo nie było sygnowane nazwą zespołu.
Pewnym przejawem działalności grupy był także utwór "Lansuj się z Gibon Składem" z gościnnym udziałem Tedego, Borixona i CNE, który ukazał się na albumie producenckim Igora "IGS-a" Sobczyka pt. Alchemia (2001). Z kolei w 2004 roku ukazał się nielegal pt. Fiodor i Borys. Materiał stanowią nagrania Granieckiego, tutaj jako Fiodor oraz Boryckiego pod pseudonimem Borys zarejestrowane w formie freestyle'u.
Po 2004 roku projekt został zarzucony. W latach późniejszych beef pomiędzy Granieckim a Kaźmierczakiem został zakończony. Efektem pojednania był utwór "To nie film" z gościnnym udziałem Eldo i Małgorzaty "Wdowy" Jaworskiej, który ukazał się na siódmym solowym albumie Tedego pt. FuckTede/Glam Rap (2010).

## Dyskografia
- Lirycznie... (Dupoliz)/Nienawidzisz mnie, to fajnie/Kręć dupą aka Gib Gibon Skład (2002, R.R.X.)[4]
- Fiodor i Borys (nielegal, 2004)[7]